# Глинтвейн
Глинтве́йн (нем. Glühwein Глювайн, от der glühende Wein — горячее вино) — горячий алкогольный напиток на основе красного вина, нагретого до 70–80 градусов с сахаром (или мёдом) и пряностями (специями). Традиционно употребляется в Австрии, Германии, Италии, Швейцарии и Чехии на рождественских базарах и праздниках, проводящихся на открытом воздухе.

## История напитка
Первые рецепты близкого к глинтвейну напитка были известны в Древнем Риме. Тогда вино смешивали с пряностями, но не нагревали. Настоящее горячее вино появилось во времена Средневековья в странах Северной Европы и Центральной Европы. Напиток изготавливался на основе бордо или другого красного вина и сдабривался травой галангал.

## Происхождение названия
Русское слово «глинтвейн» могло образоваться путём редуцирования немецкого словосочетания glühend(er) Wein, и немецкое glühend превратилось в глинт-. Не исключено также, что это слово пришло в русский язык не напрямую из старонемецкого, а через польское посредство (в польском тоже отмечено glintwajn), и подобная трансформация произошла сначала в польском языке.

## Приготовление
Для глинтвейна идеально подходят красные сухие или полусухие столовые вина. В некоторых рецептах глинтвейна в него добавляют коньяк или ром. Содержание алкоголя по правилам, установленным в Германии, не должно быть меньше 7%.
Существуют 2 основных способа приготовления глинтвейна — с использованием воды и без:
- Способ приготовления без воды — глинтвейн производят посредством нагревания (70~78°C) вина вместе с сахаром и пряностями. Нагревание производится на среднем огне при периодическом помешивании, после чего нужно дать глинтвейну настояться под крышкой 40—50 минут, аромат специй раскрывается постепенно. Не доводите глинтвейн до кипения. Пряности лучше использовать не молотые, иначе не удастся отфильтровать напиток, и он будет скрипеть на зубах. Как правило, в глинтвейн добавляют корицу, гвоздику, лимонную корку, бадьян, мёд, имбирь. Могут быть использованы чёрный перец, душистый перец, лавровый лист, кардамон. Также могут быть добавлены яблоки, изюм, орехи.
- Способ приготовления с использованием воды — в ёмкости кипятится вода в соотношении 150—200 мл на литр вина, добавляются пряности. Пряности немного варятся в воде, чтобы они отдали свои ароматные эфирные масла. После этого добавляется сахар или мёд. И только в самом конце — вино.

Так же, как и в первом случае, глинтвейн ни в коем случае нельзя доводить до кипения. При кипячении он моментально теряет свои вкусовые качества и большую долю содержания алкоголя. Как только пропала белая пена с поверхности вина, необходимо снять ёмкость с огня.
Подают этот напиток в кружках или в высоких бокалах из толстого стекла с большой и удобной ручкой.